# 女怪
『女怪』（じょかい）は、横溝正史の短編推理小説。「金田一耕助シリーズ」の一つ。『オール讀物』1950年9月号に発表された。
テレビドラマが3作品（1992年版、1996年版、2022年版）放送されている。

## 概要と解説
本作は、『オール讀物』1950年9月号に発表された。角川文庫『悪魔の降誕祭』（ISBN 4-04-355503-2）に収録されている。
本作には、金田一耕助が愛した2人の女性のうちの1人である持田虹子が登場する。もう1人の『獄門島』に登場する鬼頭早苗に対する愛情がどちらかというと淡い気持ちであったのに対し、虹子に対する気持ちは深刻に思いつめたもので、悲劇的な結末を迎えたあとで金田一は傷心旅行の先から執筆者である「先生」に「ぼくは決して、自殺などしないから」と手紙を送っている。
なお、本作で用いられた殺害方法は、『人形佐七捕物帳』の「呪いの畳針」（1955年）にも用いられている。

## ストーリー
昭和2×年の初夏から夏にかけて『夜歩く』と『八つ墓村』の事件を解決して後者の事件で充分な報酬を得た金田一耕助は、9月の初め、「先生」と伊豆の鄙びた温泉場Nの宿屋に逗留する。近所には狸穴（まみあな）の行者・跡部通泰の修行場があり、その修行場は元は持田電機社長・持田恭平の別荘であった。持田恭平は、金田一が恋愛感情を寄せる銀座裏の「虹子の店」のマダムである持田虹子の死んだ夫で、死因は脳溢血であった。
金田一たちはそこで最近、墓場荒らしが何度も発生していると聞き、狸穴の行者の修行場を見物がてら墓場に赴くと、跡部通泰が蜜柑箱くらいの木の箱を隠すように抱えて立ち去るところに遭遇する。墓場を見ると持田恭平の墓が荒らされ、頭蓋骨がなくなっていた。
それからほどなく帰京した2人だが、10月の中頃、「先生」に再会した金田一はひどく憔悴していた。どうやら虹子は狸穴の行者・跡部通泰に恐喝されているようであった。金田一は虹子が夫を殺し、それをネタに跡部に脅されているのではないかと考えていた。一方、虹子には貿易商の賀川春樹が恋人として現れたが、金田一の虹子への思いは変わらず、彼女の幸福を願い、跡部の脅迫のネタと彼の過去の秘密を何としてもつかみたいと思いつめていた。
それからしばらく経ったある日、跡部通泰が脳溢血で急死する。さらにそれからひと月あまりが過ぎたある日、「先生」の元に北海道から金田一の手紙が届けられる。そこには一連の事件の真相と、その顛末が記されていた。

## 登場人物
- 金田一耕助（きんだいち こうすけ） - 私立探偵。
- 「先生」[注 2] - 私。
- 持田虹子（もちだ にじこ） - 酒場「虹子の店」のマダム。未亡人。
- 持田恭平（もちだ きょうへい） - 持田電機社長。虹子の亡夫。
- 跡部通泰（あとべ みちやす） - 「狸穴（まみあな）の行者」と称する祈祷師。
- 賀川春樹（かがわ はるき） - 虹子の恋人。貿易商。元子爵で元海軍中佐。
- おすわ - 宿屋「柏木」の女将。

## テレビドラマ

### 1992年版
『名探偵・金田一耕助シリーズ・女怪』は、TBS系列の2時間ドラマ「月曜ドラマスペシャル」（毎週月曜日21時 - 22時54分）で1992年7月27日に放送された。
虹子の店や跡部の祈祷所は京都、おすわの宿屋や跡部の修業場（原作とは表記が異なる）は京都近郊の山村・周山村、持田電機の工場があった場所は大阪に変更されている。また、おすわは単なる宿泊先の女将から虹子と関わりの深い人物に変更され、墓場荒らしの犯人も虹子の弟・谷村貞夫であるという設定になっている。等々力警部の所属は大阪府警、虹子は金田一の学生時代の恋人である。
犯罪事実に関する原作の設定は基本的に踏襲しているが、それに加えて跡部の手により貞夫が滝壺で溺死、修業場の管理人・寺坂が駅ホームから転落して轢死する。また、持田殺害の動機に、虹子の両親が持田の策略で自殺に追い込まれたと知ったことが追加されている。
寺坂を追加したことおよび虹子とおすわや墓場荒らし犯との関わりを設定したことにより、前半の展開はかなり原作と違っているが、後半は原作の科白や手紙の文言を積極的に活かした内容になっている。
- 昭和27年夏の事件という設定で、冒頭で金田一は10年ぶりに虹子に再会、虹子の店で貿易商・賀川を紹介される。
- おすわは虹子たちが両親を亡くしたあと貞夫を引き取って育てていた。
- 貞夫は婚約者を肺炎で亡くして抜け殻のようになったあげく失踪し、おすわに世話になったことがある等々力警部の依頼で金田一が調査を始める。
- 貞夫は寺坂に唆され、死んだ婚約者を求めて墓場荒らしをしていた。
- 金田一は等々力警部の協力を得て虹子の過去を調査、虹子と貞夫の両親が共同経営者だった持田に陥れられて自殺しており、その経緯が日記に残されていたこと、寺坂が当時の経理責任者だったことを知る。
- 虹子は毎週土曜日の同じ時刻に同じ場所で賀川と食事を共にしていたが、跡部殺害後には賀川が現れず、そのあと虹子の店に金田一が現れて跡部と賀川が同一人物だったことを告げる。

キャスト
- 金田一耕助 - 古谷一行
- 虹子 - 丘みつ子
- 跡部通泰 / 賀川春樹 - 中条きよし
- 持田恭平 - 西山辰夫
- 谷村貞夫 - 四禮正明
- おすわ - 大橋芳枝
- 寺坂 - 織本順吉
- 川上医師 - 森秀人
- 等々力警部 - ハナ肇
- 駐在 - 坂本あきら
- 巫女 - 松村康世

スタッフ
- 脚本 - 中村努
- 演出 - 田中徳三

### 1996年版
『横溝正史シリーズ・女怪』は、フジテレビ系列の2時間ドラマ「金曜エンタテイメント」（毎週金曜日21時 - 22時52分）で1996年4月26日に放送された。
本作では『女怪』の読みを「にょかい」としている。硯川酒肴という探偵小説作家が登場し、彼の視点で語られる。
『霧の中の女』の登場人物である村上ユキと長谷川善三を登場させ、ユキが長谷川殺害の容疑をかけられる経緯も継承している。ユキは虹子の店のホステスである。原作通りに生命保険会社専務である長谷川は本作では医師でもあり、持田恭平が殺害されたと知りながら病死とする診断書を書き、それをネタに虹子を恐喝して殺害された。また、原作で「霧の中の女」の正体であった男娼「鉄火のテッちゃん」は、長谷川殺害後の虹子を目撃したこともあり、ユキのアリバイが立証されたあと代わりに容疑をかける対象とするため殺害され、長谷川の服を着せられて隅田川に浮かぶ。
跡部通泰が買い取って修業場（1992年版と同様に表記変更）とした持田恭平の隠居地は岡山県の吉備温泉にある。ユキが逮捕されて取り調べを受けている間に墓を荒らされたという知らせが入り、虹子が金田一を伴って現地へ出向く。原作と異なり虹子の方も金田一に気がある設定で、積極的に迫る場面もあるが結局一線を越えない。そのあと虹子は賀川と知り合って交際を始めるが、跡部と同一人物であることに気づいたうえで跡部を殺害する。
キャスト
- 金田一耕助 - 片岡鶴太郎
- 持田虹子（銀座の酒場「虹子の店」） - 古手川祐子
- 持田恭平（虹子の夫） - 志賀圭二郎
- 村上ユキ（ホステス） - 立河宜子
- 跡部通泰 / 賀川春樹（虹子の恋人・貿易商） - 神保悟志
- 長谷川善三（保険会社専務） - 中原潤
- 硯川酒肴（流行探偵小説作家） - フランキー堺
- 等々力警部 - 石黒賢
- 刑事 - 菅田俊
- 長岡尚彦、川上たけし、吉宮君子、水森コウ太、恩田恵美子、川村千里 ほか

スタッフ
- 脚本 - 佐伯俊道
- 演出 - 藤田明二
- 題字 - 片岡鶴太郎
- スペシャル・エフェクト - 西村了、馬場和広
- ロケ協力 - 栃木市商工観光課、栃木市観光協会 ほか
- スタジオ - にっかつ撮影所
- プロデューサー補 - 鈴木伸太郎
- プロデュース - 高橋萬彦
- 編成企画 - 遠藤龍之介
- 企画協力 - 角川書店
- 制作 - フジテレビ、共同テレビジョン

### 2022年版
『シリーズ横溝正史短編集III「池松壮亮×金田一耕助3」『女怪』は、2022年2月26日にNHK BSプレミアムにて短編ドラマとして放送された。演出・脚本は 佐藤佐吉
科白やナレーションを原作から抽出した文言とし、ストーリー展開もおおむね原作の通りであるが、以下のような差異がある。
- 金田一と「先生」が旅に出てからNに落ち着くまでの経緯は省略されている。Nでの過ごし方は原作の描写よりかなり騒々しい。
- 修行場には3人（原作では1人）の女がいて、滝行というより寒中水泳。
- 跡部の過去が判明しないという原作の科白を、跡部が握った虹子の弱点が判明しない意味に変えている。
- 金田一と「先生」が銀座で虹子と賀川に遭遇したのは、個展会場ではなく路上。
- 最後の手紙のくだりでは金田一の心象風景を描いており、以下のような「ありえない」場面になっている。
  - 「先生」が跡部死亡の新聞記事を読んだ直後に金田一から電話がかかってきて手紙の冒頭と同じ文言を話し、同時に手紙が来ていることに「先生」が気付く。金田一は「先生」宅の近くにいる。
  - 金田一と虹子は直接語り合っており、虹子は金田一の目前で毒をあおる。
  - 「先生」が慌てて金田一の逗留先へ駆けつけると、金田一が首を吊っているように見えるが、実は鴨居で懸垂運動をしていた。

キャスト
- 金田一耕助 - 池松壮亮
- 先生 - 清水ミチコ
- 跡部通泰 / 賀川春樹 - 安藤政信
- 持田虹子 - 芋生悠
- おすわ - 神野三鈴
- 持田恭平 - 小浦一優（芋洗坂係長）
- 皆川まゆむ
- 萩原収
- 西野肇
- 堀田佑樹
- 佳菜子
- 絢子
- 関燿